# Alvarães (vila)
Alvarães é uma vila portuguesa sede da Freguesia de Alvarães de que é sede e a que dá o nome, no Município de Viana do Castelo.
A povoação de Alvarães foi elevada à categoria de vila pela Lei n.º 37/2005 de 2005-02-02.

## Origem etimológica
O nome da freguesia de Alvarães aparece em documentos oficiais antigos com as formas de Alvares (Inquirições de 1220 na secção de Reguengos e em alguns registos datados do sec. XV das Matrículas de Ordens do Arquivo Distrital de Braga), Alvaraes (nas outras secções das Inquirições de 1220 e nas de D. Afonso III e D. Diniz), Alvaraães, Alvaraens e Alvarães (estas últimas encontram-se nas colectas do Seminário de S. Pedro, entre o Sec. XVII a XIX).
Existe documentação histórica que inclue Alvarães como uma das vinte comendas da Ordem de Cristo existentes na Comarca de Barcelos, território ao qual a freguesia primeiramente pertenceu.

## História
Diversos achados arqueológicos dão conta da existência de povoações na freguesia de Alvarães ao longo dos séculos. Nestes achados encontram-se picos, socadores, raspadores e machadinhos, entre outros, que remontam ao Paleolítico.
Na freguesia foi encontrado aquilo que parece um castro romanizado, a que se seguiu uma povoação bárbara, onde têm surgido diversos objectos: picos asturienses, restos de cerâmica com ornatos incisos, bocais de ânforas, pesos de tear, um cossoiro de barro pintado de azul, um fragmento de mó manual, diversas telhas romanas, entre outras.
No lugar de Outeiro, no sítio da Aguada, apareceu uma necrópole com nove sepulturas. Uma delas era de pedra móvel e as restantes eram abertas no próprio solo de xisto, de forma nitidamente trapezoidal e orientadas de nascente para poente.
Em 1929 apareceu na parede da antiga igreja paroquial uma ara romana em muito bom estado. Em 1937, ao demolir-se a velha igreja paroquial para a erecção da nova, foi encontrado na capela-mor, juntamente com quatro bases de colunas lavradas ao gosto manuelino, um fragmento de uma pedra sepulcral com a cabeça de um carneiro e uma inscrição romana.

## Evolução da população
Nos primeiros registos conhecidos, as Inquisições de 1220, viviam em Alvarães, 21 Casais de Ordem e 3 Cavaleiros. No século XVII contavam-se em Alvarães 32 casais daquela categoria. A variação da população de Alvarães foi a seguinte desde 1220:
1220 - 21 casais de Ordem e 3 Cavaleiros;            
1527 - 69 vizinhos;                                    
1661 - 457 habitantes;                                 
1666 - 202 vizinhos;                                   
1669 - 220 fogos;                                      
1706 - 205 fogos;                                      
1712 - 266 fogos;                                      
1758 - 852 habitantes;                                 
1823 - 959 habitantes;                                 
1842 - 1.417 habitantes;                               
1862 - 1.185 habitantes;
1864 - 1.230 habitantes;
1882 - 1.337 habitantes;
1890 - 1.249 habitantes;
1900 - 1.419 habitantes;
1906 - 1.356 habitantes;
1920 - 2.024 habitantes;
1930 - 2.122 habitantes;
1938 - 2.181 habitantes;
1940 - 2.104 habitantes;
1942 - 2.262 habitantes

## Economia
Apesar de Alvarães ter visto ao longo do tempo a sua sustentabilidade baseada na agricultura, deve-se realçar que a indústria foi e é um sector importante na economia local de Alvarães. Sobre esta matéria é interessante reler na Monografia de Alvarães o seguinte trecho:
«Alvarãis, além de centro agrícola, é também importante pelas suas indústrias. Servida pelo caminho-de-ferro, que aqui passa desde 1875, e por uma excelente rede de estradas, que a ela fazem convergir as populações dos concelhos mais próximos, tornou-se um importante e florescente centro industrial.
A sua principal indústria é a de cerâmica, bem conhecida e estimada na província do Minho (…) saindo daqui alguma telha para o célebre Mosteiro da Batalha. (…) Onde a indústria regional atinge a sua proeminência é na Sucursal das Fábricas Jerónimo Pereira Campos, construída no ano de 1921».
Só a título de curiosidade, a fábrica referida neste trecho continua hoje em dia em pleno funcionamento. Para além desta foram também referências nacionais as cerâmicas Ceral e Rosas, sendo que esta foi a primeira empresa a receber energia eléctrica no concelho de Viana do Castelo.
Como podemos verificar, desde tempos remotos que Alvarães é um centro cerâmico por excelência. De Valença a Braga, de Viana do Castelo a Caminha, toda a região do Minho recebeu telha de Alvarães. Primitivamente, as telheiras situaram-se no lugar da Chasqueira, numa zona chamada «Tintas». Daqui passaram para ocidente do lugar do Paço, para um local conhecido por «Vermelhas» e, por fim, para o Monte das Infias, onde se construíram vários fornos e se explorou o barro em grande escala.
Em Alvarães encontram-se óptimos jazigos de barro branco, o caulino, sendo considerado um dos melhores da Península Ibérica. É com este caulino que se fazem, na Meadela, as célebres peças de louça de Viana.

## Património
- As Alminhas de Alvarães
- Cruzeiro Paroquial
- Cruzeiro de S. José
- Cruzeiro da Sra. Da Luz
- Igreja de S. Miguel
- Capela das Irmãs Missionárias do Espírito Santo
- Capela de M. Sra. Da Boa Viagem
- Capela da Sra. Da Ajuda
- Capela da Sra. Da Luz
- Forno Telheiro de Alvarães
- A Mamôa de Alvarães
- As Azenhas

## Orago e Padroeiro
O padroeiro de Alvarães é o Arcanjo S. Miguel, cuja festa se celebra a 29 de Setembro.

## Festividades
- Festa de Santa Cruz e dos Andores Floridos
- O Senhor dos Enfermos